# Alexander Foss' Guldmedalje
Alex. Foss' Guldmedalje eller er en dansk hædersbevisning, som tildeles for fortjenstfulde arbejder inden for ingeniørvidenskaben af Danmarks Tekniske Universitet. Den er målrettet det maskin-/elektrotekniske område. Den er opkaldt efter ingeniør Alexander Foss og blev første gang uddelt 1931.

## Modtagere
Denne liste er ufuldstændig; hjælp gerne med at udfylde den.
- 1962 Carl Erik Soya[2]
- 1979 Jens Ove Riis
- 1988 Niels Bay[3]
- 1993 Jørgen Juncher Jensen[1]
- 1995 Otto V. Nielsen[1]
- 1998 Henrik Myhre Jensen[1]
- 1999 Jens Nørkær Sørensen[1]
- 2003 Peter Sunn Pedersen, Exec. Vice President, MAN[1]
- 2005 Palle Jeppesen[4]
- 2009 Preben Terndrup Pedersen[1]
- 2010 Viggo Tvergaard[5][6]
- 2014 Marcel Somers[7][8]
- 2017 Anja Boisen[9]
- 2021 Lise Lotte Højgaard[10][11]